# Кето
Кето́ (др.-греч. Κητώ, в позднейшем произношении Кито́) — богиня в греческой мифологии, имя которой происходит от слова «ки́тос» (др.-греч. κῆτος — «морское чудовище»), от которого произошло и русское «кит».

## Родственные связи
Кето — дочь Геи и Понта, сына Геи.
Кето была замужем за своим братом Форкием, богом бурного моря.
Дети Кето (так называемые форкиды): дракон Ладон, нимфа Фооса, Ехидна (по версии), граи (Энио, Пемфредо и Дейно), горгоны (Эвриала, Сфено и Медуза), сирены (по версии), геспериды (по версии). Также есть предание, что она и Форкий были родителями Троянского морского зверя, которого призвал из глубин морских сам Посейдон, чтобы отомстить жителям Трои, которые не совершили жертвоприношение в его честь (Посейдон защитил границы города, но царь не отблагодарил его)

## Внешность

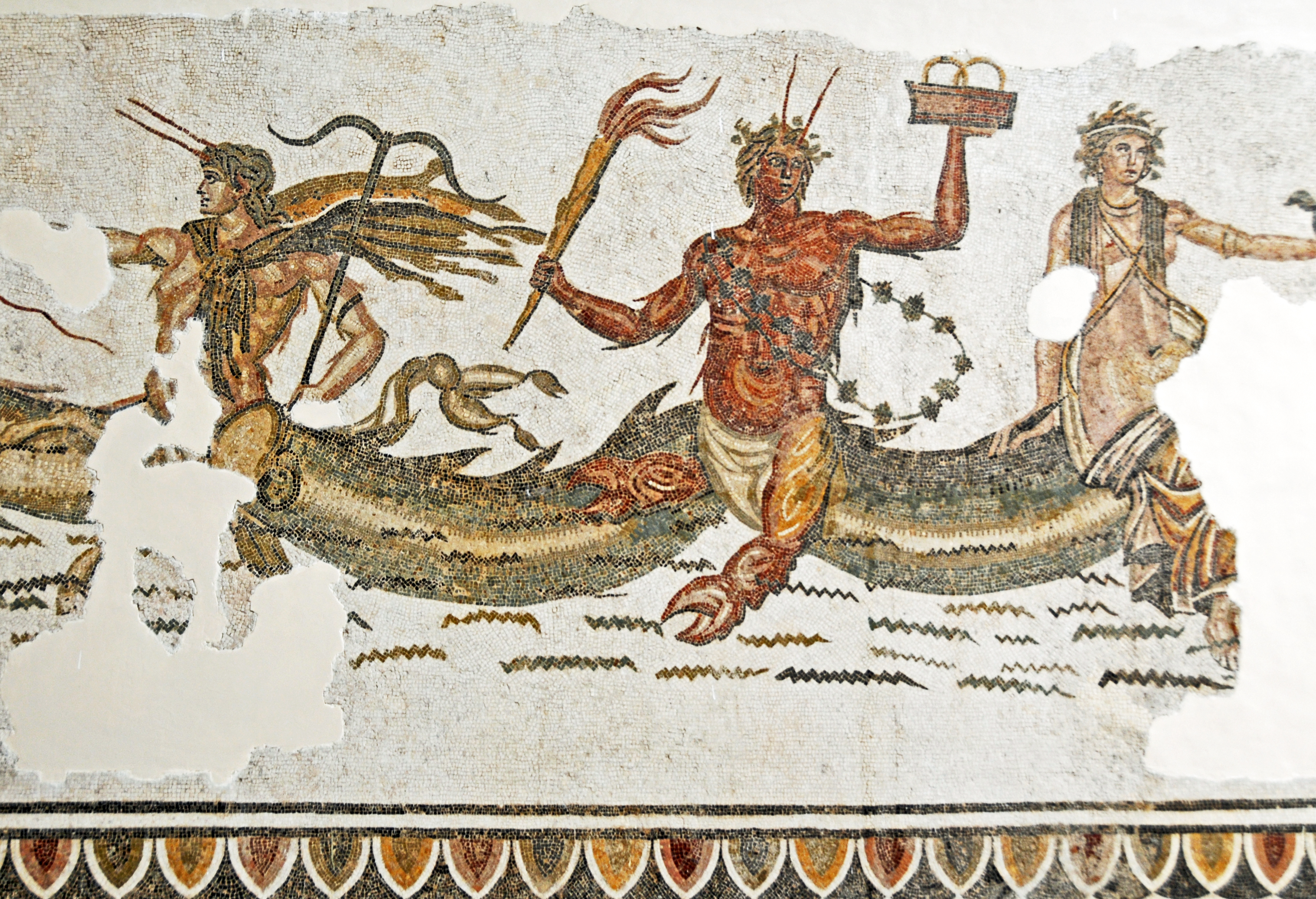
Форкий и Кето

Внешность Кето отличается в разных вариантах легенд. В некоторых она — прекрасная женщина (по Гесиоду, «прекрасноланитная»), в других — она с самого рождения уродливая старуха, воплощающая ужасы моря.

## Роль
Кето была богиней морской пучины, а также чудовищ, обитающих в этих пучинах. В некоторых вариантах легенд Кето сама была чудовищем глубин.
Кет — морское чудовище, на съедение которому была оставлена Андромеда. Персей превратил его в камень.

## Толкования
По истолкованию, был царь Китон, который наложил дань на Трою, но был убит войсками Геракла и Лаомедонта. Возможно, её имя связано с хеттами.